# Анастасия (Владимир Мегре)
Вижте пояснителната страница за други значения на Анастасия.
Анастасия е името на главна героиня в поредицата „Звънтящите кедри на Русия“ — езотерични книги, написани от руския писател Владимир Мегре.
Анастасия живее в сибирската тайга в пълна хармония с природата – храни се с плодове, орехи и гъби; почти не носи дрехи; спи на открито или в хралупи. Тя притежава необикновени способности като „психопортация“ (пътуване на съзнанието извън тялото), може да вижда ситуации, случили се в миналото или в бъдещето, и други.
Основните идеи на Анастасия са свързани с връщане на хората обратно към природата и „пренасяне на човечеството през отрязъка от време на тъмните сили“ (Апокалипсис).